# Edifício Niemeyer

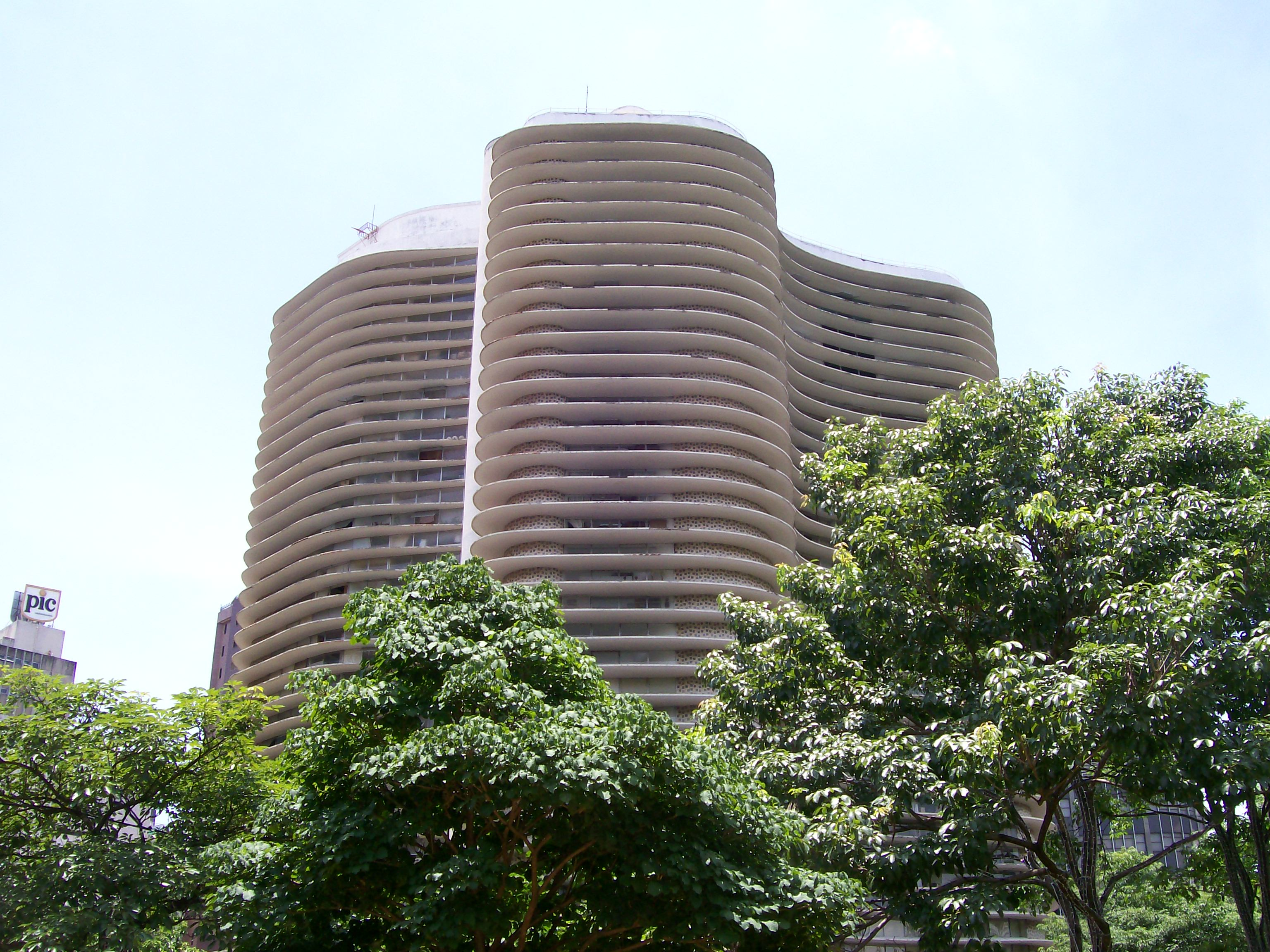
Edifício Niemeyer

Het Edifício Niemeyer (het Niemeyer-gebouw) is een appartementgebouw in de Braziliaanse stad Belo Horizonte, ontworpen door Oscar Niemeyer en gebouwd in de periode 1954-1955. Het gebouw is opgetrokken in de stijl van het modernisme. Niemeyer zou zelf altijd volhouden dat hij een aanhanger van het functionalisme was maar dat blijkt niet uit de voor hem zo typerende golvende vormen.
Het ontwerp was gebaseerd op de bergen in de deelstaat Minas Gerais. Het gebouw heeft een optische illusie. Het lijkt alsof zich boven de ingang 35 verdiepingen bevinden terwijl dit er in werkelijkheid slechts elf zijn. Dit komt doordat er per verdieping meerdere randen zijn aangebracht.